# Вельтерод
Вельтерод (нім. Welterod) — громада в Німеччині, розташована в землі Рейнланд-Пфальц. Входить до складу району Рейн-Лан. Складова частина об'єднання громад Наштеттен.
Площа — 9,94 км2. Населення становить 450 ос. (станом на 31 грудня 2020).